# Diachasma muliebre
Diachasma muliebre är en stekelart som först beskrevs av Muesebeck 1956.  Diachasma muliebre ingår i släktet Diachasma och familjen bracksteklar. Inga underarter finns listade i Catalogue of Life.